# 胡志明市東部客運站
東部客運站（越南文：Bến xe Miền Đông）是越南胡志明市客流量最大的汽車客運站。該車站為胡志明市往返北部、中部、西原各省及東南部部分省份的交通樞紐。

## 歷史
舊東部客運站位於胡志明市平盛郡26坊丁部領街292號，新東部客運站（仙泉客運站）坐落於河內大道，胡志明市首德市隆平坊和平陽省以安市東和坊、平勝坊的交界處。該車站為兩個主要車站，另一處為主要服務於九龍江三角洲各省線路的西部客運站。
1975年前稱「東部車港」，原址位於十郡一坊黎鴻鋒街286號。1976年12月11日更名為「東南部車港」。1978年歸屬東部客車公司管理。
1981年根據胡志明市政府決議遷至舊平盛郡26坊，此處由13號國道、阮企路、丁部領路包圍，面積為67.857平方公里。
1993年車站成為胡志明市交通運輸廳下轄的獨立單位。1996年承接文聖客運站的部分線路。
2004年劃歸西貢交通運輸機械總公司（SAMCO）管理，2005年更名為東部客運站獨資有限責任公司。
2020年車站搬遷至河內大道的仙泉片區的新客運站。新客運站面積16公頃，投資總額超過400億越南盾。
2020年10月新東部客運站正式啟用，此為項目第一階段，由西貢交通運輸機械總公司（SAMCO）投資，投資總額74億越南盾，前往廣治省及其以北的16省的24個線路全部轉移至新東部客運站。

## 臨近地點
胡志明市都市鐵路L1 1號線 仙泉客運站